# 金子鷗亭
金子 鷗亭（かねこ おうてい、1906年5月9日 - 2001年11月5日）は、日本の書家。近代詩文書を提唱した。
北海道松前郡生まれ。本名は金子賢藏。鷗亭は雅号で、他に琴城、薊谷がある。子息は書家の金子卓義。

## 経歴
1906年、北海道松前郡小島村（現：松前町）に生まれる。1921年、15歳で札幌鉄道教習所に入学、同級生には桑原翠邦、三宅半有などがいた。教習所時代に大塚鶴洞、川谷尚亭などから書を学んだ。1929年に函館師範學校（現・北海道教育大学函館校）卒業。同年、札幌に来遊していた比田井天来と出会い、上京を勧められ、1932年上京、以降天来に師事する。1933年には上田桑鳩が結成した書道芸術社に参加するとともに、雑誌『書之研究』に「新調和体」論を発表、近代詩を書にする近代詩文書運動を起こした。六朝・北魏の楷書、木簡なども研究、1966年に「丘壑寄懐抱」で日展文部大臣賞、1967年に日本芸術院賞受賞、1987年に文化功労者、1990年に文化勲章受章（書家の文化勲章受章は1985年の西川寧に続き2人目であった）。1994年には故郷の松前町の慈眼寺跡に金子の銅像が建立された。（銅像は2008年に松前公園カントリーパークに移動）1997年に従三位に叙された。
また、1952年に新宿御苑で行われた第1回全国戦没者追悼式から「全国戦没者追悼之標」（1975年からは「全国戦没者之霊」）の揮毫を担当、1993年まで32回務めた（式典が政府主催となり、毎年行われるようになった1963年以降は31年連続して担当）。また、「硫黄島戦没者の碑」、「比島戦没者の碑」などの揮毫も行っている。このほか東京都江戸東京博物館や松前城の題字などを手がけたほか、黒澤明の映画「蜘蛛巣城」題字、日本酒『一ノ蔵』のラベルも揮毫した。
2001年11月に95歳で死去した。
2008年10月、生誕100年を記念して創玄書道会が中心となり故郷の松前町に作品を石碑にした「北鴎碑林」を建立。碑林には鷗亭の作品13点と門人や北海道の著名人の作品71点の合計84作品があり国内最大級の碑林となっている。

## 近代詩文書運動
比田井天来の周囲には、後に前衛書を率いた上田桑鳩や比田井南谷、少字数書を提唱した手島右卿などがおり、新しい書表現について議論が交わされていた。金子も同様に新しい表現方法を模索し、近代詩文書を提唱するに至った。その思想の特徴は『書之研究』に発表した「新調和体」論冒頭に表されている。
過去及び現代の書道界は漢詩句をあまりにも偶像視した。これでなければ書の素材とならぬかの如く考えた者が多いが偏見もはなはだしいので大いに排撃しなければならない。今後の日本書道界はその表現の素材として、我等日常の生活と密接の関係にある口語文・自由詩・短歌・短章・翻訳詩等をとるも差支えはない。古典を望むならば我国の古典を採るべきで、源氏物語・枕草子・万葉集・徒然草、皆書の素材として恰好のもののみである。異国趣味の清算は時代の意欲である。書そのものを現代のものとすると同時にその素材をもまた現代の希求する国語となすべきである。
金子はここで、これまでの書の題材とされてきた漢詩・漢文などではなく、日本語の詩文を新たに書の題材とし、また書表現も現代に相応しい表現とすべきと主張したのである。この考えは次第に受け入れられるようになり、現在では毎日書道展に「近代詩文書」部門が設置されるなど、書の一分野として定着している。

## 出品作
- 小野十三郎詩 断崖（1955年、第2回天来記念前衛書展）
- 丘壑寄懐抱（1966年、第9回日展）
- 高村光太郎詩 金秤（1976年、第28回毎日書道展）
- 北原白秋詩 曇り日のオホーツク海（1984年、第20回創玄書道展）
- 井上靖詩 交脚弥勒（1986年、第22回創玄書道展）

他

## 著書・作品集
- 金子賢藏『書之理論及指導法』北海出版社、1936年
- 金子鷗亭『唐太宗・虞世南』アトリヱ社、1940年
- 金子鷗亭編『書の古典研究』日本学芸書院、1958年
- 『金子鷗亭〈現代書道教室〉』筑摩書房、1970年
- 金子鷗亭・金田石城『金子鷗亭対談集 書とその周辺』日貿出版社、1984年
- 荒金大琳編『金子鷗亭書体字典』別府大学書道研究室、1996年
- 『金子鷗亭の書 生誕100年記念』創玄書道会, 2006年
- 『いまに生きる 金子鷗亭の書』毎日新聞社・(財)毎日書道会、2007年